# Харпалик (тракиец)
Харпалик (Harpalykos, Harpalycus) в гръцката митология е тракийски цар на Амимнеите (или Амимоните).
Неговата съпруга умира рано и той се грижи за дъщеря им Харпалика като я възпитава да го последва на трона. Харпалик е нападнат и ранен от върналия се от Троя Неоптолем, но дъщеря му го спасява.
Харпалик е убит по време на въстание на народа му. Тогава дъщеря му от мъка отива в гората и става смела ловджийка.
Други:
- Харпалик, син на Ликаон от Аркадия.